# Litauisch-portugiesische Beziehungen
Die litauisch-portugiesischen Beziehungen umfassen die bilateralen Beziehungen zwischen Litauen und Portugal. Die Länder gingen 1923 diplomatische Beziehungen ein, die 1991 nach der Wiederherstellung der Unabhängigkeit Litauens wiederaufgenommen wurden.
Die Beziehungen gelten als freundschaftlich und problemfrei, wenn auch noch vergleichsweise wenig intensiv. Der bilaterale Handel und die litauische Gemeinde in Portugal sind Verbindungsglieder, die wichtigsten zwischenstaatlichen Berührungspunkte bestehen aber vor allem in der gemeinsamen politischen Arbeit in internationalen Institutionen. Die gemeinsame Mitgliedschaft in EU und NATO stellen dabei die bedeutendsten Verbindungselemente dar, zudem sind Litauen und Portugal Partner u. a. in der Organisation für wirtschaftliche Zusammenarbeit und Entwicklung, im Europarat, in der Organisation für Sicherheit und Zusammenarbeit in Europa und in der Europäischen Weltraumorganisation. Sie gehören beide der Eurozone und dem Schengen-Raum an.

## Geschichte

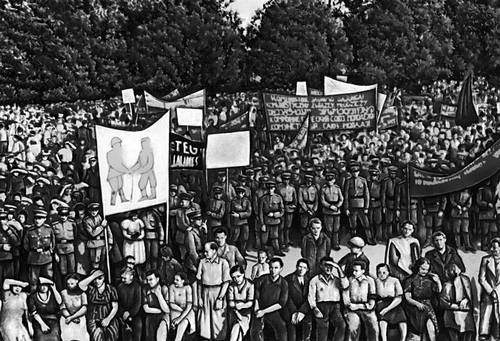
Empfang der Sowjets in Litauen 1940: die Eingliederung in die Sowjetunion beendete vorerst die Beziehungen Litauens zu Portugal unter seinem semifaschistischen und antikommunistischen Salazar-Regime

Litauen wurde 1918 erstmals unabhängig und wurde 1921 in den Völkerbund aufgenommen. Portugal erkannte die unabhängige Republik Litauen de facto, und Anfang Mai 1923 auch de jure an.
Nach der forcierten Eingliederung Litauens in die Sowjetunion 1940 wurden die Beziehungen durch die portugiesisch-sowjetischen Beziehungen bestimmt.
Im Zuge des zunehmenden Zerfalls der Sowjetunion erklärte Litauen 1990 seine erneute Unabhängigkeit. Portugal erkannte die wiederhergestellte Unabhängigkeit Litauens de jure am 26. August 1991 an, am 4. Oktober 1991 nahmen beide Länder diplomatische Beziehungen auf.

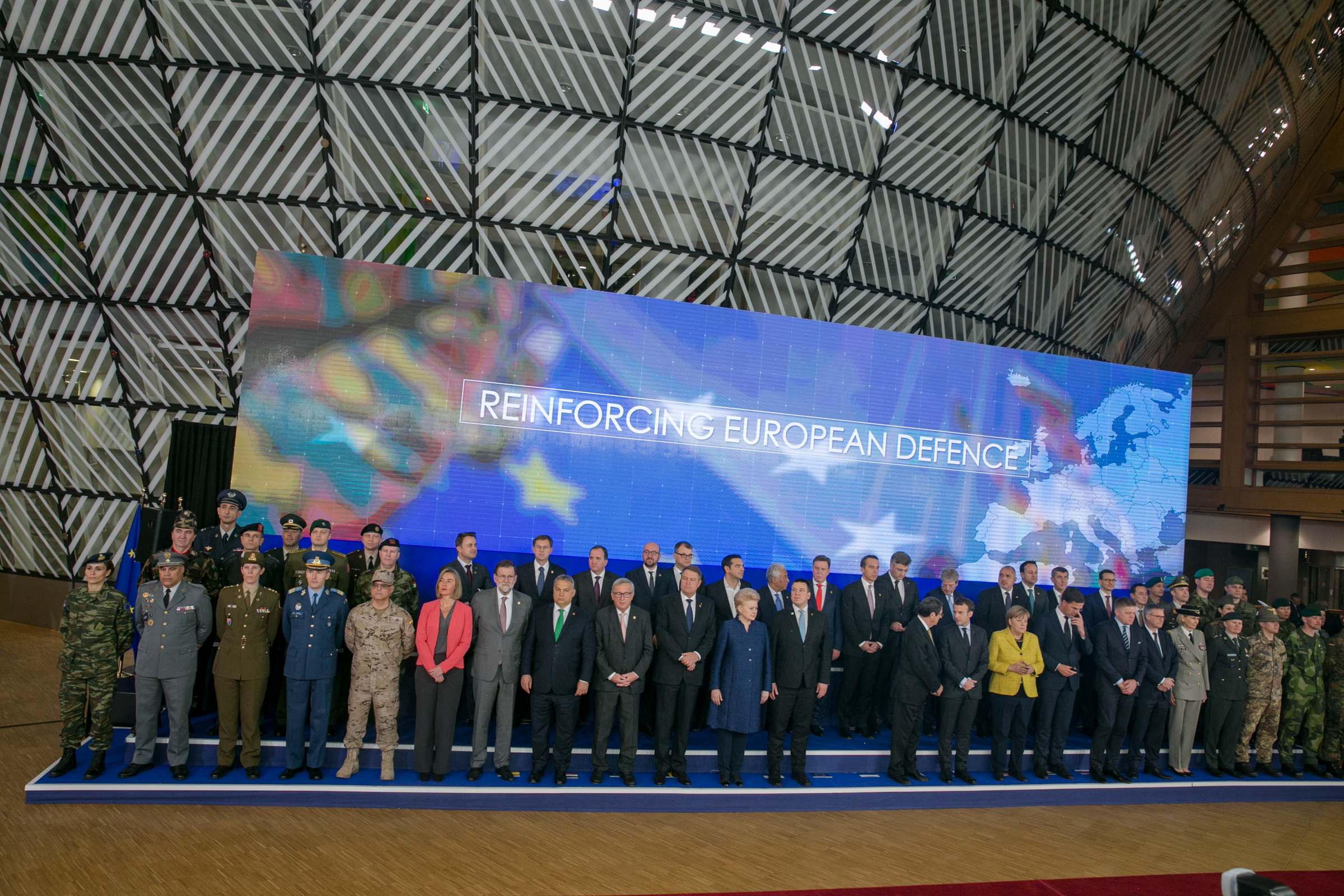
EU-Treffen 2017 in Estland: insbesondere seit dem Beitritt Litauens zur EU 2004 sind Litauen und Portugal Partner in einer Vielzahl multilateraler Organisationen

Osvaldas Balakauskas akkreditierte sich 1992 als erster litauischer Botschafter in Portugal, Alexandre Lecanstre da Veiga, Portugals Botschafterin in Dänemark, doppelakkreditierte sich im Januar 1993 als erste portugiesische Botschafterin in Vilnius.
Im Zuge der folgenden Annäherung Litauens an die EU, der Portugal seit 1986 angehört, und an das westliche Verteidigungsbündnis NATO, das Portugal 1949 mitbegründete, näherten sich auch Portugal und Litauen weiter an.
Am 26. Februar 2003 schlossen die beiden Länder ein gegenseitiges Abkommen zur Verhinderung von Doppelbesteuerung und von Steuerflucht, am 14. August 2003 folgte ein gegenseitiges Investitionsschutzabkommen.
2005 eröffnete Portugal eine eigene Botschaft in Vilnius.
Am 18. April 2005 schlossen die beiden Staaten ein bilaterales Kooperationsabkommen im Bereich Tourismus.
Im Zuge der rigiden und umfassenden Sparpolitik in Portugal nach der Eurokrise, die das Land ab 2010 in eine tiefe Wirtschaftskrise stürzte, schloss Portugal 2012 seine Botschaft in Litauen wieder, das seither erneut zum Amtsbezirk des portugiesischen Botschafters in Dänemark gehört.

## Diplomatie

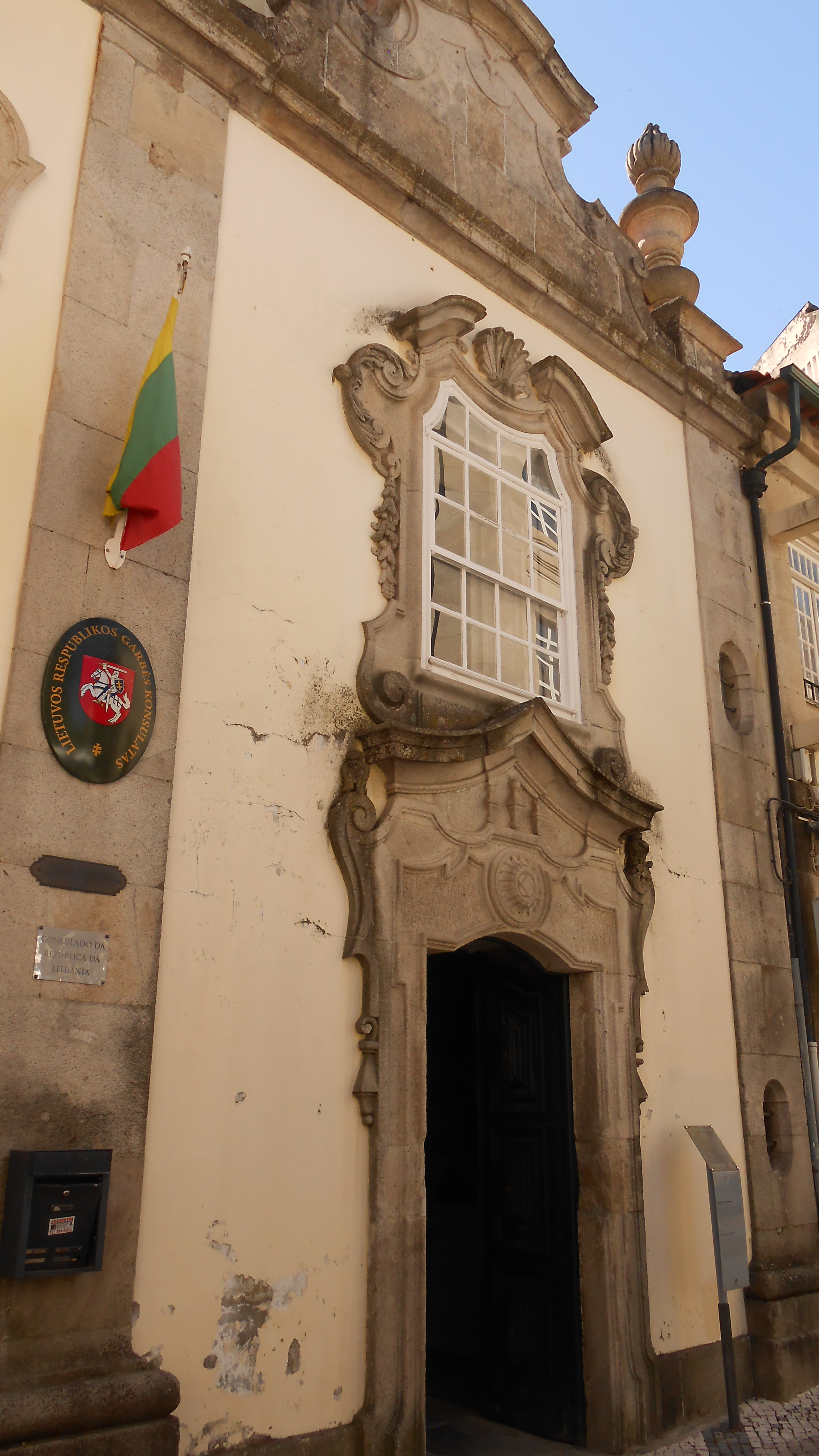
Das litauische Konsulat im portugiesischen Viseu

Litauen unterhält keine eigene Botschaft in Portugal, zuständig ist die litauische Botschaft in London. In Viseu und in Ponta Delgada auf den Azoreninseln bestehen litauische Honorarkonsulate.
Portugal unterhält seit 2012 keine eigene Botschaft mehr in Litauen, das seither zum Amtsbezirk des portugiesischen Botschafters in der dänischen Hauptstadt Kopenhagen gehört. In der litauischen Hauptstadt Vilnius führt Portugal ein Honorarkonsulat (Stand 2018).

## Städtepartnerschaften
- Prienai und Sesimbra (seit 2008, im Rahmen der Douzelage)
- Žagarė und Samuel (seit 2004, im Rahmen der European Charter – Villages of Europe)

## Migration
748 Litauer waren im Jahr 2018 in Portugal gemeldet, die meisten im Distrikt Lissabon (221) und im Distrikt Porto (113). Die Summe ihrer Rücküberweisung betrug 1,15 Mio. Euro.
2017 waren 45 portugiesische Staatsbürger in Litauen registriert. Sie überwiesen 90.000 Euro zurück.

## Wirtschaft

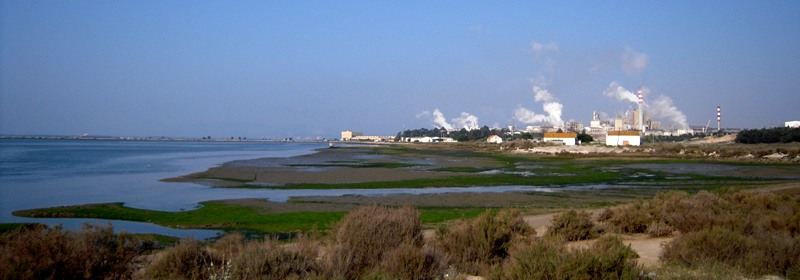
Papierfabrik der Portucel Soporcel in Setúbal: Papier und Zellstoff ist das wichtigste Einzel-Exportgut Portugals nach Litauen, während Kunststoffe das bedeutendste Exportgut Litauens nach Portugal sind.

Die portugiesische Außenhandelskammer AICEP hat keine Niederlassung in Litauen, zuständig ist das AICEP-Kontaktbüro an der portugiesischen Botschaft in Dänemark.
Im Jahr 2016 waren 1.007 portugiesische Unternehmen im Handel mit Litauen tätig.
Im Jahr 2016 führte Litauen Güter und Dienstleistungen im Wert von 49,5 Mio. Euro aus Portugal ein (2015: 51,4 Mio., 2014: 41,3 Mio., 2013: 48,7 Mio., 2012: 29,5 Mio.). Der Warenanteil betrug 34,5 Mio. Euro, davon 21,1 % textile Stoffe, 17,7 % Maschinen und Geräte, 11,1 % Papier und Zellulose, 10,6 % chemisch-pharmazeutische Produkte, 8,3 % Kunststoffe und Gummi, und 7,3 % Metallerzeugnisse. Der Dienstleistungsanteil von 15 Mio. rührt zu einem Großteil (fast 12 Mio.) aus den Einnahmen litauischer Touristen in Portugal.
Im gleichen Zeitraum importierte Portugal aus Litauen Waren im Wert von 68,4 Mio. Euro (2015: 72,3 Mio., 2014: 70,5 Mio., 2013: 55,4 Mio., 2012: 48,7 Mio.). Der Anteil der Güter belief sich auf 63,4 Mio. Euro, davon 47,1 % Kunststoffe und Gummi, 15,6 % landwirtschaftliche Erzeugnisse, 7,5 % Maschinen und Geräte, 6,3 % optische und Präzisionsinstrumente, 4,0 % chemisch-pharmazeutische Produkte, und 4,0 % textile Stoffe.
Damit stand Litauen im Außenhandel Portugals an 61. Stelle als Abnehmer und an 63. Stelle als Lieferant. Im litauischen Außenhandel stand Portugal an 36. Stelle als Abnehmer und an 35. Stelle als Lieferant.

## Kultur
Das staatliche portugiesische Kulturinstitut Instituto Camões ist in Litauen präsent, u. a. mit Lektoraten an der Universität Kaunas und der Universität Vilnius. Das litauische Pendant, das Lietuvos institutas unterhält keine Vertretung in Portugal.
Filmschaffende beider Länder sind bei Filmfestivals im jeweils anderen Land häufig zu Gast. So wurde beispielsweise die litauische Regisseurin Laila Pakalnina 1995 für ihren Dokumentarfilm Pramis bei den Curtas Vila do Conde, dem wichtigsten Kurzfilmfestival in Portugal ausgezeichnet.
Der portugiesische Musiker André Barros begann seine Laufbahn als Filmkomponist für den Kurzfilm Ruins Teaser (2013) des litauischen Filmschaffenden Vilius Petrikas.

## Sport

### Fußball

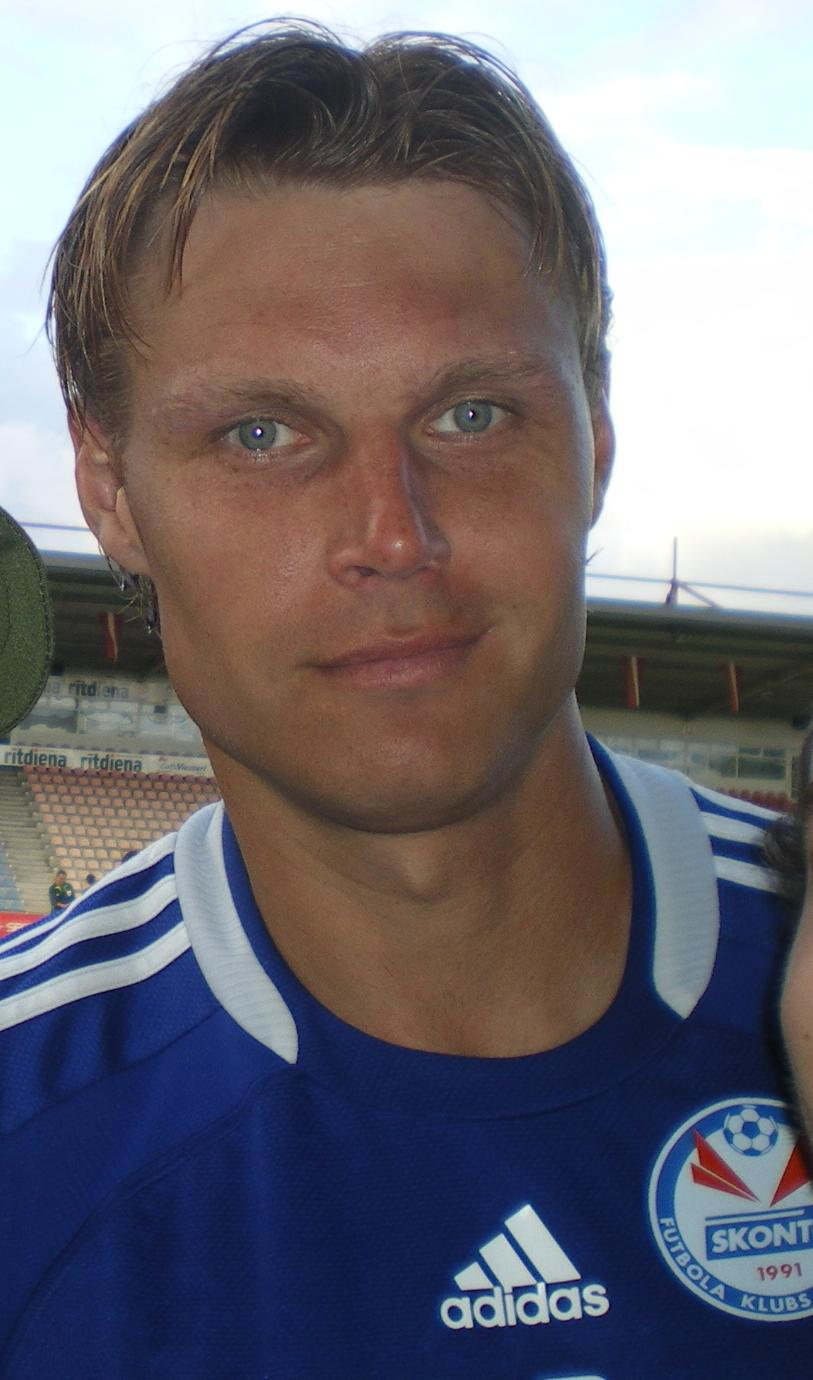
Edgaras Jankauskas 2008 im Trikot von Skonto Riga, kurz nach seinem Wechsel von Belenenses Lissabon im gleichen Jahr. Zuvor war er zweimal Portugiesischer Meister mit dem FC Porto geworden, 2003 und 2004

Die Litauische Fußballnationalmannschaft und die Portugiesische Nationalelf der Männer spielten bisher zweimal gegeneinander (Stand Juli 2019). Erstmals trafen sie am 16. August 2000 aufeinander, das Freundschaftsspiel im portugiesischen Viseu endete 5:1 für den Gastgeber.  Auch das zweite Spiel war ein Freundschaftsspiel und fand ebenfalls in Portugal statt, in Alcochete. Auch dieses Spiel gewann Portugal, diesmal mit 4:1. Bei der EM 2004 in Portugal war Litauen nicht vertreten.
Litauische Spieler laufen gelegentlich für portugiesische Vereine auf, etwa Nationalspieler wie Edgaras Jankauskas, der für verschiedene Vereine dort spielte und mit dem FC Porto 2003 und 2004 zweimal Portugiesischer Meister wurde. Auch andere Nationalspieler Litauens wie Mindaugas Kalonas oder Lukas Spalvis spielten in Portugal.
Die Litauische Fußballnationalmannschaft der Frauen und die Portugiesische Frauen-Nationalmannschaft trafen bisher noch nicht aufeinander. Beim portugiesischen Algarve-Cup waren die Litauerinnen bislang noch nicht vertreten (Stand Juli 2019).

### Basketball
Bei der Basketball-Europameisterschaft 2011 in Litauen trafen Portugal und der Gastgeber in der Vorrunde in der Gruppe A aufeinander. Litauen gewann die direkte Begegnung in Panevėžys am 5. September 2011 mit 98:69. Portugal kam am Ende als Gruppenletzter nicht weiter, während Litauen Fünfter wurde.
Gelegentlich spielen litauische Spieler auch für portugiesische Vereine. Ein Beispiel ist Mantas Ignatavičius, der 2003 für CAB Madeira auf der Insel Madeira spielte.

### Andere
Bei den Kanurennsport-Weltmeisterschaften 2018 in Montemor-o-Velho schloss Litauen als 15. ab, Gastgeber Portugal wurde Siebter. Bei den  Kanurennsport-Europameisterschaften 2013 am gleichen Ort erreichte Litauen den neunten Platz, Gastgeber Portugal wurde Zwölfter.